# Häggsbergstjärnen
Häggsbergstjärnen är en sjö i Härjedalens kommun i Härjedalen och ingår i Dalälvens huvudavrinningsområde. Sjön har en area på 0,0976 kvadratkilometer och ligger 703,2 meter över havet.

## Delavrinningsområde
Häggsbergstjärnen ingår i det delavrinningsområde (688543-135792) som SMHI kallar för Mynnar i Fjätan. Medelhöjden är 712 meter över havet och ytan är 10,11 kvadratkilometer. Det finns inga avrinningsområden uppströms utan avrinningsområdet är högsta punkten. Vattendraget som avvattnar avrinningsområdet har biflödesordning 3, vilket innebär att vattnet flödar genom totalt 3 vattendrag innan det når havet efter 485 kilometer. Avrinningsområdet består mestadels av skog (76 procent) och sankmarker (19 procent). Avrinningsområdet har 0,43 kvadratkilometer vattenytor vilket ger det en sjöprocent på 4,3 procent.